# Aleixo II de Moscou
Aleixo II (em russo: Алексий II, transl. Alyeksii II; nascido Алексе́й Миха́йлович Ри́дигер, transl.: Alyeksyéï Mikháilovitch Rídiguer; Tallinn, 23 de fevereiro de 1929 — Peredelkino, 5 de dezembro de 2008) foi o 15º Patriarca de Moscou e Toda a Rússia e, portanto, o Primaz da Igreja Ortodoxa Russa de 1990 a 2008.
O sobrenome "von Ridiger" é originário de uma antiga família da nobreza germano-báltica que adotou a Ortodoxia no século XVIII.

## Biografia

### Ministério eclesiástico
Nascido em Tallinn como Aleksyei Mikhailovitch Ridiguer, entrou para o Seminário Teológico de Leningrado em 1947, graduando-se em 1949. Posteriormente ingressou na Academia Teológica de Leningrado (atual Academia Teológica de São Petersburgo) e completou os estudos em 1953.
Em 15 de abril de 1950, Aleixo foi ordenado diácono pelo metropolita Gregório (Chukov) de Leningrado, e em 17 de abril de 1950, presbítero, sendo apontado como reitor da Igreja da Teofania na cidade de Jõhvi na Estónia, sub jurisdição da Diocese de Tallinn e Estônia. Em 15 de julho de 1957, Padre Aleixo foi apontado reitor da Catedral da Dormição em Tallinn e decano do distrito de Tartu. Foi elevado ao nível de Arcipreste em 17 de agosto de 1958 e apontado decano do decanato unido de Tartu-Viljandi em 30 de março de 1959. Recebeu a tonsura monástica em 3 de março de 1961 na Catedral da Trindade da famosa Lavra da Santíssima Trindade-São Sérgio. Em 14 de agosto de 1961, hieromonge Aleixo foi ordenado Bispo de Tallinn e Estônia. Em 23 de junho de 1964, foi elevado a Arcebispo e, em 25 de fevereiro de 1968, com 39 anos, a Metropolita.
De 1986 até a sua eleição como Patriarca atuou como Metropolita de Novgorod e Leningrado. Após a morte do patriarca Pimen (Izvekov) de Moscou, Aleixo foi eleito para se tornar o novo Patriarca da Igreja Ortodoxa Russa. Foi escolhido por conta de sua base de experiência administrativa e por ser considerado "inteligente, energético, trabalhador, sistemático, perspectivo e eficiente". Ele também "possuía reputação como um conciliador, uma pessoa que poderia achar um denominador comum entre vários grupos no episcopado". Arcebispo Crisóstomo (Martyshkin) comentou: "Com a sua disposição pacífica e tolerante, Patriarca Aleixo será capaz de unir todos nós". Patriarca Aleixo II foi "o primeiro patriarca na história soviética a ser eleito sem pressão do governo; os candidatos foram nomeados a partir da assembleia e a eleição foi realizada por voto secreto".

### Posicionamentos e relações políticas
Ao assumir a função de Patriarca, Aleixo se tornou um defensor dos direitos da Igreja, pedindo que o governo soviético permitisse o ensino religioso nas escolas públicas e que uma lei de "liberdade de consciência" fosse criada. Durante a tentativa de golpe de estado em agosto de 1991, ele denunciou a prisão de Mikhail Gorbachev e anatemizou os conspiradores. Ele questionou publicamente a legitimidade da junta, pediu calma aos militares e exigiu que Gorbachev fosse autorizado a falar com as pessoas. Ele emitiu um segundo apelo contra a violência e fratricídio, que foi ouvido através de alto-falantes pelas tropas russas fora da "casa branca" russa meia hora antes deles atacarem. Por fim, o golpe falhou, o que acabou resultando na dissolução da União Soviética.
Apesar de sua idade durante o seu patriarcado, Aleixo II levou uma vida política ativa. Ele era visto com frequência na televisão russa conduzindo serviços religiosos e se encontrando com várias autoridades governamentais, sendo considerado próximo de Vladimir Putin. Durante o tempo do seu patriarcado, Alexis II manteve uma grande influência na sociedade russa, apesar de a Constituição estipular que a Federação Russa é um Estado composto por várias confissões religiosas.
Durante o fim do seu patriarcado deu-se uma aproximação à Igreja Católica, apesar de Aleixo II ter durante muito tempo acusado os católicos de proselitismo e de se ter oposto à entrada do Papa João Paulo II na Rússia, argumentando que o Vaticano estaria a tentar promover a fé católica no país.
Patriarca Alexis contribuiu para a reunificação de sua Igreja com os elementos ortodoxos russos no estrangeiro e, em maio de 2007, fez terminar um cisma que datava desde a revolução bolchevique de 1917.

#### Visita à Europa Ocidental
Em 2 de Outubro de 2007, compareceu na Assembleia parlamentar do Conselho da Europa, em Estrasburgo, teve um encontro com os bispos franceses e com o presidente Nicolas Sarkozy, da França. Na Assembleia em Estrasburgo afirmou que "foi o cristianismo que moldou a visão da alta dignidade da pessoa humana e as condições necessárias para a sua realização."
Naquela ocasião afirmou ainda que "hoje se produz uma ruptura entre direitos humanos e moralidade, e esta ruptura ameaça a civilização europeia. O que comprovamos numa nova geração de direitos que contradiz a moralidade, e no modo em que os direitos humanos são utilizados para justificar uma conduta imoral". Participou depois, de uma cerimônia religiosa com o presidente da conferência episcopal francesa, cardeal Jean-Pierre Ricard e dezenas de bispos na catedral de Notre-Dame de Paris. Anteriormente Aleixo II e Bento XVI haviam trocado correspondências.

### Canonização dos Novos Mártires do Jugo Comunista
Sob sua liderança os Novos Mártires e Confessores da Rússia, aqueles sofreram sob o comunismo, foram canonizados, começando pela grã-duquesa Elizabeth e os metropolitas Vladimir (Bogoyavlensky) de Kiev e Benjamim (Kazansky) de Petrogrado em 1992. Em 2000, o Concílio de Toda a Rússia glorificou o tsar Nicolau II e sua família, assim como muitos outros Novos-Mártires. Ainda hoje, muitos outros continuam a ser adicionados à lista assim que a comissão sinodal de canonização completa sua investigação em cada caso.

## Criticismo

### Relações com a KGB
Desde o colapso da União Soviética, houve acusações de que o Patriarca possuía vínculos com a KGB, o que resultou em documentos que supostamente vieram de arquivos do comitê soviético na Estônia e que se referem ao Patriarca Aleixo com o codinome "Drozdov". É importante notar que era muito incomum qualquer pessoa ser referenciada nos documentos da KGB antes de 1980 sem um codinome semelhante, independentemente de uma afiliação com a KGB. Pessoalmente, patriarca Aleixo sempre negou que ele tivesse sido um agente da KGB, e a autenticidade dos documentos em questão foi contestada com base no fato delas usarem fontes anacrônicas que não existiam no momento em que os documentos supostamente se originaram e que o governo da Estônia teria fabricado esses documentos a fim de desacreditar na Igreja Ortodoxa Russa, que então possuía a jurisdição na Estônia, vista como uma influência russa.
Professor Nathaniel Davis salientou: "Se os bispos desejaram defender seu povo e sobreviver no cargo, eles tiveram que colaborar de alguma forma com a KGB, com os comissários do Concílio de Assuntos Religiosos e com outra parte e autoridades do governo". Patriarca Aleixo reconheceu que compromissos foram feitos com o governo soviético por bispos do Patriarcado de Moscou e publicamente se arrependeu destes compromissos:
"Defendendo uma coisa, era necessário dar algo em troca. Havia quaisquer outras organizações ou quaisquer pessoas entre os que possuíam responsabilidade, não apenas para si, mas para milhares de outros destinos, que naqueles anos da União Soviética não eram obrigados a agir da mesma forma? Diante destas pessoas, no entanto, a quem os compromissos, silêncio, passividade forçada ou expressões de lealmente permitiram que líderes da Igreja nestes anos causassem dor, diante destas pessoas, e não somente diante de Deus, eu peço perdão, entendimento e orações."
De acordo com Nathaniel Davis, quando perguntado pela impressa russa sobre as alegações de que ele era um bispo 'compatível', "Aleixo defendeu seu registro, notando que, enquanto foi bispo de Tallinn em 1961, resistiu aos esforços das autoridades comunistas em transformar a Catedral de Alexander Nevsky da cidade em um planetário (que, de fato, eles fizeram em outras partes dos estados bálticos) e converter o Mosteiro da Dormição Pyukhtitsa em uma casa de repouso para mineiros".
Registros oficiais mostram que a Diocese de Tallin durante a posse do Patriarca Aleixo teve um menor número de paróquias fechadas a força do que era típico no resto da URSS. Metropolita Kalistos (Ware) nota: "Opiniões divergem sobre a colaboração passada ou de outra forma com as autoridades comunistas, mas no geral, nota-se que ele mostrou firmeza e independência em sua relações como bispo diocesano com o estado soviético.

## Morte e sucessão

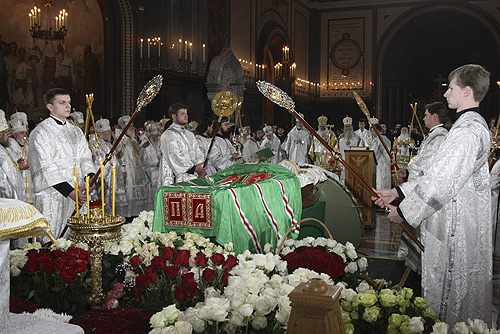
Funeral de Aleixo II

Em 5 de dezembro de 2008, Aleixo II morreu vítima de uma parada cardíaca em sua residência em Peredelkino. Mikhail Gorbachov, o último presidente soviético, disse estar "emocionado", pois "tinha um imenso respeito por ele". No dia seguinte, o Patriarca Ecumênico de Constantinopla Bartolomeu I afirmou que Aleixo II trabalhara pela paz na Igreja Ortodoxa e disse, ainda, que ele "sentia que sua morte era iminente e decidiu trabalhar a fim de restabelecer a paz dentro da Igreja". Foi homenageado pelo Cardeal Walter Kasper, presidente do Pontifício Conselho para a Promoção da Unidade dos Cristãos e pelo ex-presidente e então primeiro-ministro russo Vladimir Putin, entre outros.
Após sua morte, a Igreja Ortodoxa Russa anunciou a escolha do metropolita Cirilo, de 62 anos, como seu sucessor interino. "Em votação secreta, o Metropolita de Smolensk e Kaliningrado Cirilo, foi escolhido guardião patriarcal", informou a Igreja em um comunicado.
O patriarca foi sepultado em 9 de dezembro de 2008, na catedral de Bogoiavlenski, em Moscou. Conforme informado pela Igreja, no dia 6 do mesmo mês, "o funeral de Sua Santidade, o patriarca Aleixo II, acontecer[ia] na catedral do Cristo Salvador, e o enterro, de acordo com sua vontade, ser[ia] realizado na catedral de Bogoiavlenski".
Conforme antigo ritual, em 26 de janeiro de 2009, foram designados pelo Concílio Ortodoxo três candidatos ao Trono Patriarcal Russo: os metropolitas Cirilo, Clemente e Filareto. No dia posterior, o Santo Sínodo Local da Igreja Ortodoxa Russa elegeu como décimo sexto Patriarca de Moscovo e de Todas as Rússias Cirilo I que foi entronizado em 1 de fevereiro de 2009 na catedral de Cristo Salvador.